# 上里琢文
上里 琢文（うえさと たくみ、1990年4月29日 - ）は、沖縄県宮古島市（旧平良市）出身の元プロサッカー選手、ビーチサッカー選手。サッカーでのポジションはフォワード。

## 経歴
宮古高時代は1年時に第61回国民体育大会に沖縄県代表として出場し、県勢の初優勝に貢献する。3年時には複数のクラブが獲得に動く中、京都サンガF.C.に入団。
高い身体能力を持つ選手として期待されたが、クラブでは結果が出せず、2011年限りで退団。同年にレンタル移籍をしていたFC琉球へ完全移籍をすることになった。
しかし移籍後も中々出番がなく、2013年にはベンチ外となっていた試合中に不適切なツイートを投稿したことにより、活動除外の処分を受けてしまう。処分解除後も出番は限られ、シーズン終了後に契約満了となる。
退団後、海外移籍を目指し渡欧するも練習参加のクラブで内側側副靭帯を損傷し契約も出来ず帰国。
帰国後は地元沖縄でアルバイトをしながら治療を続け、回復したタイミングで再度渡欧。オーストリア3部・レギオナルリーガのSVアラーハイリゲンと契約。
2016年、フィリピンのJPVマリキナFCに加入。2018年1月、セレス・ネグロスFCに移籍。しかし7月17日に契約解除。8月17日に古巣のJPVマリキナFCに復帰。
2019年、ビーチサッカー選手に転向し、琉球エリスリナに加入。
2020年2月8日、カヤFC-イロイロに加入し、再びサッカー選手に復帰した。
2020年9月14日、東京ヴェルディビーチサッカーチームへの加入が発表された。同クラブ移籍後は日本代表として、2021年、2024年、2025年のFIFAビーチサッカーワールドカップに出場している。

## 所属クラブ

### サッカー
ユース経歴
- 1997年 - 2002年 宮古南FC
- 2003年 - 2005年 宮古島市立北中学校
- 2006年 - 2008年 沖縄県立宮古高等学校

プロ経歴
- 2009年 - 2011年 京都サンガF.C.
  - 2011年8月 - 2011年12月 FC琉球 (期限付き移籍)
- 2012年 - 2013年 FC琉球
- 2014年 - 2016年  SVアラーハイリゲン
- 2016年 - 2017年  JPVマリキナFC
- 2018年  セレス・ネグロスFC
- 2018年  JPVマリキナFC
- 2020年  カヤFC-イロイロ

### ビーチサッカー
- 2019年  琉球エリスリナ
- 2020年 -  東京ヴェルディビーチサッカー

## 個人成績
| 国内大会個人成績 | 国内大会個人成績 | 国内大会個人成績 | 国内大会個人成績 | 国内大会個人成績 | 国内大会個人成績 | 国内大会個人成績 | 国内大会個人成績 | 国内大会個人成績 | 国内大会個人成績 | 国内大会個人成績 | 国内大会個人成績 |
| 年度             | クラブ           | 背番号           | リーグ           | リーグ戦         | リーグ戦         | リーグ杯         | リーグ杯         | オープン杯       | オープン杯       | 期間通算         | 期間通算         |
| 年度             | クラブ           | 背番号           | リーグ           | 出場             | 得点             | 出場             | 得点             | 出場             | 得点             | 出場             | 得点             |
| 日本             | 日本             | 日本             | 日本             | リーグ戦         | リーグ戦         | リーグ杯         | リーグ杯         | 天皇杯           | 天皇杯           | 期間通算         | 期間通算         |
| ---------------- | ---------------- | ---------------- | ---------------- | ---------------- | ---------------- | ---------------- | ---------------- | ---------------- | ---------------- | ---------------- | ---------------- |
| 2009             | 京都             | 27               | J1               | 2                | 0                | 0                | 0                | 1                | 0                | 3                | 0                |
| 2010             | 京都             | 27               | J1               | 0                | 0                | 0                | 0                | 0                | 0                | 0                | 0                |
| 2011             | 京都             | 27               | J2               | 0                | 0                | -                | -                | -                | -                | 0                | 0                |
| 2011             | 琉球             | 27               | JFL              | 12               | 2                | -                | -                | 1                | 0                | 13               | 2                |
| 2012             | 琉球             | 18               | JFL              | 13               | 2                | -                | -                | 0                | 0                | 13               | 2                |
| 2013             | 琉球             | 18               | JFL              | 8                | 0                | -                | -                | 0                | 0                | 8                | 0                |
| 通算             | 日本             | 日本             | J1               | 2                | 0                | 0                | 0                | 1                | 0                | 3                | 0                |
| 通算             | 日本             | 日本             | J2               | 0                | 0                | -                | -                | 0                | 0                | 0                | 0                |
| 通算             | 日本             | 日本             | JFL              | 33               | 4                | -                | -                | 1                | 0                | 34               | 4                |
| 総通算           | 総通算           | 総通算           | 総通算           | 35               | 4                | 0                | 0                | 2                | 0                | 37               | 4                |

- Jリーグ初出場 - 2009年10月18日 J1リーグ戦 第29節 ジェフユナイテッド市原・千葉戦